# Ada Voïtsik
 (février 2018).
Si vous disposez d'ouvrages ou d'articles de référence ou si vous connaissez des sites web de qualité traitant du thème abordé ici, merci de compléter l'article en donnant les références utiles à sa vérifiabilité et en les liant à la section « Notes et références ».
Ada Ignatievna Voïtsik (en russe : Ада Игнатьевна Войцик) parfois orthographié Ada Wójcik, née le 1er août 1905 à Moscou et morte le 2 septembre 1982, est une actrice soviétique dont la carrière a commencé à l'époque du cinéma muet.

## Biographie
En 1923-1927, Ada Voïtsik fait ses études à l'Institut national de la cinématographie.
Sa carrière au cinéma commence en 1925, alors qu'elle est encore étudiante, sous la direction de Vladimir Barsky dans le film Au prix des milliers (Ценою тысяч) qui raconte l'histoire du mouvement révolutionnaire en Géorgie en 1916-1917. En 1927, elle tient son premier rôle principal dans le film de guerre Le Quarante et unième de Yakov Protazanov, adapté de la nouvelle éponyme de Boris Lavrenev. 
En 1934, Ada Voïtsik rejoint les studios Mosfilm. Elle y fait connaissance du réalisateur Ivan Pyryev qu'elle épouse, ensemble ils ont un fils Eric Pyryev (1931-1970), qui devint plus tard également réalisateur.
En 1941, au début de la Grande Guerre patriotique, avec le personnel du Mosfilm, elle est évacuée à Alma-Ata.
De retour à Moscou en 1943, Ada Voïtsik devient actrice au Théâtre national d'acteur de cinéma, où elle travaillera jusqu'à sa retraite en 1961. Sa dernière apparition à l'écran a lieu en 1971, dans l'adaptation télévisée du roman Les Fous du roi de Robert Penn Warren, réalisée par Naoum Ardachnikov et Alexandre Goutkovitch.
Ada Voïtsik a survécu à la mort de son fils et à la mort d'Ivan Pyryev. Elle meurt le 2 septembre 1982 à Moscou à l'âge de 77 ans et a été enterrée au cimetière Khovanskoïe.

## Filmographie

### Cinéma
- 1928 : Bulat-Batır (Булат-Батыр) de Iouri Taritch (ru) : Asma
- 1941 : Le Rêve (Мечта, Metchta) de Mikhail Romm : Wanda
- 1944 : Il était une petite fille (en russe : Жила-была девочка) de Viktor Eisymont : mère de Nastia
- 1945 : Ivan le Terrible (Иван Грозный) de Sergueï Eisenstein : Anastasia Romanovna
- 1953 : Les navires attaquent les bastions (Корабли штурмуют бастионы, Korabli chturmuiout bastiony) de Mikhaïl Romm : la reine Caroline
- 1959 : La Berceuse (Колыбельная) de Mikhaïl Kalik : Ekaterina Borissovna
- 1962 : Neuf jours d'une année (Девять дней одного года) de Mikhaïl Romm : Maria Tikhonovna

## Distinctions
- Ordre de l'Insigne d'honneur : 1950